# Hard To Kill (2020)
Hard To Kill (2020) foi um evento pay-per-view (PPV) de luta profissional produzido pela Impact Wrestling. Aconteceu em 12 de janeiro de 2020, em Dallas, Texas. Foi o evento inaugural da cronologia Hard To Kill.
Nove partidas foram disputadas no evento. No evento principal, Tessa Blanchard derrotou Sami Callihan em uma luta intergênero para vencer o Campeonato Mundial da Impact, tornando-se a primeira mulher campeã mundial na história do Impact.

## Produção

### Introdução
No Bound for Glory, o Impact Wrestling anunciou que Hard To Kill aconteceria em janeiro de 2020, no entanto, nenhuma data ou local específico foi anunciado. Posteriormente, foi anunciado que aconteceria em 12 de janeiro de 2020, em Dallas, Texas.

### Rivalidades
O evento contou com lutas de luta livre profissional que envolveram diferentes lutadores de feuds e histórias preexistentes. Os lutadores retratavam vilões, heróis ou personagens menos distinguíveis em eventos roteirizados que criavam tensão e culminavam em uma luta livre ou uma série de lutas.
Rich Swann iria originalmente competir contra o Norte com seu parceiro Willie Mack, mas ele sofreu uma lesão no tornozelo duas noites antes no Bash at the Brewery 2. Os médicos decidiram não permitir que ele competisse. Brian Cage também sofreu uma ruptura no bíceps nas semanas que antecederam o show e também não pôde competir em uma partida oficial. Daga tomou seu lugar para lutar contra Rob Van Dam.

## Resultados
| Nº                                          | Resultados                                                                        | Estipulações |
| ------------------------------------------- | --------------------------------------------------------------------------------- | ------------ |
| 1                                           | Ken Shamrock derrotou Madman Fulton (com Dave Crist e Jake Crist) por finalização |              |
| (c) – Refere-se aos campeões antes da luta. |                                                                                   |              |